# Morieux
Morieux (tiếng Breton: Morieg, Gallo: Morioec) là một xã của tỉnh Côtes-d'Armor, thuộc vùng Bretagne, tây bắc Pháp.

## Dân số
Người dân ở Morieux được gọi là Morivains.